# Philautus schmackeri
Philautus schmackeri (tên tiếng Anh: Mindoro Tree Frog) là một loài ếch trong họ Rhacophoridae. Chúng là loài đặc hữu của Philippines.
Các môi trường sống tự nhiên của chúng là các khu rừng ẩm ướt đất thấp nhiệt đới hoặc cận nhiệt đới, các khu rừng vùng núi ẩm nhiệt đới hoặc cận nhiệt đới, và vùng đất ẩm có cây bụi nhiệt đới hoặc cận nhiệt đới. Loài này đang bị đe dọa do mất môi trường sống.